# Maciço do Urucum
Maciço do Urucum é um maciço situado na zona rural de Corumbá, no Mato Grosso do Sul, datado do neoproterozoico (800–500 milhões de anos). Sua altitude é de 1 065 metros. É economicamente representativo por seus depósitos de minério de ferro e manganês, que são explorados pelas mineradoras para exportação, sobretudo com a China e a Argentina. Os seus depósitos de manganês são conhecidos desde 1870, mas só em 1909 que foram confirmados pelo geólogo Miguel Arrojado Ribeiro Lisboa. Urucum também foi usado na edição de 2014 dos Jogos Internacionais de Aventura do Pantanal para a realização das competições de voo.